# مسرح تدمر

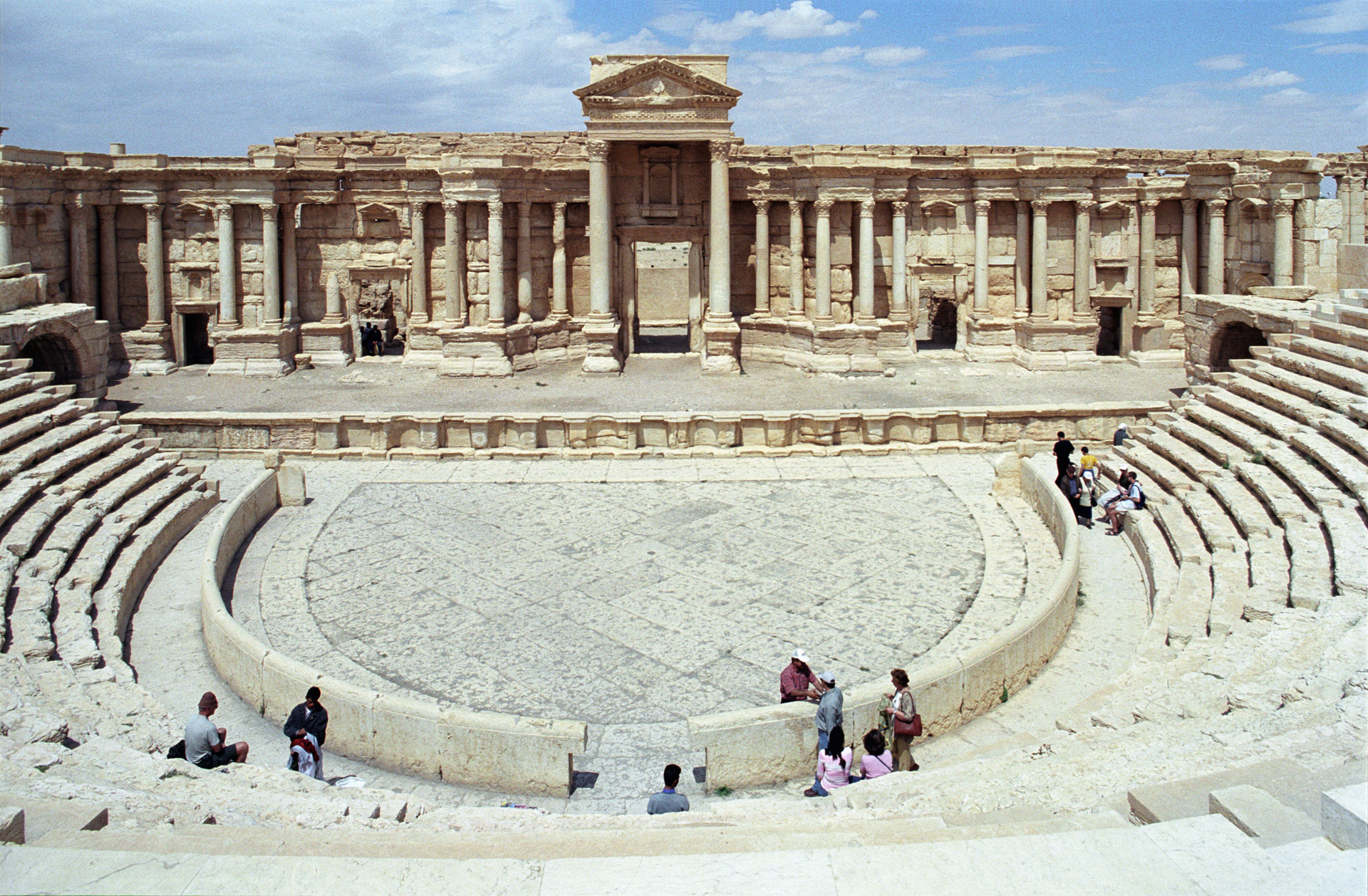
المسرح الروماني في تدمر.

مسرح تدمر هو مسرح أثري يقع في مدينة تدمر السورية، ويعتقد علماء الآثار بأنه بني في النصف الأول من القرن الثاني الميلادي، وقد أعيد بناؤه بعد انهياره عام 273م عندما سيطر الرومان على المدينة، وقد كان مدفوناً تحت الرمل حتى عام 1950، ثم جرت أعمال التنقيب والترميم عام 1952.

## الوصف
يوجد مدرج يتكون من 13 صفاً، ويرتفع كل صف 37 سم وبعرض 60 سم، وهو مبنى على شكل نصف دائرة بالأحجار الكلسية، وتوجد أوكسترا لها ثلاث بوابات.

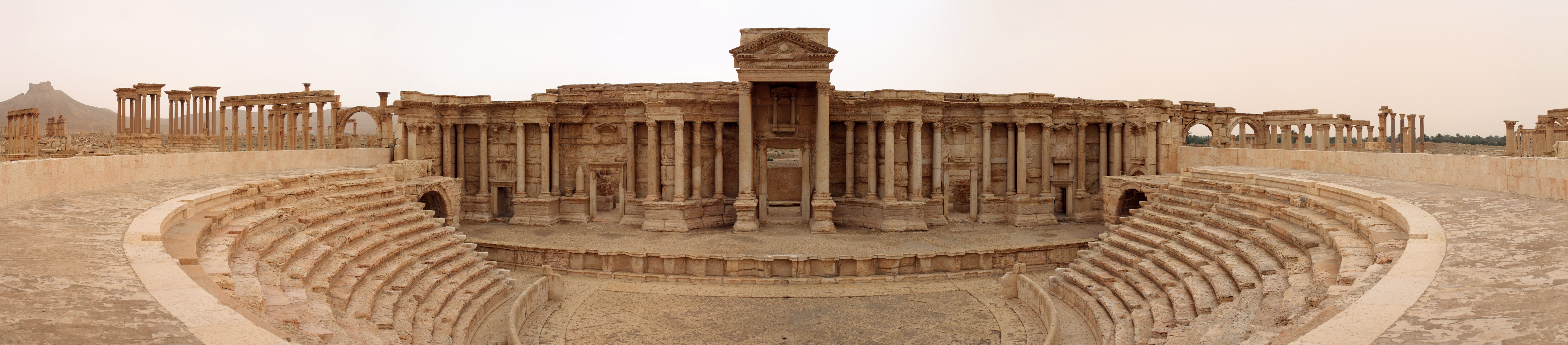
المسرح الروماني.

## المسرح أثناء الحرب الأهلية
سيطر تنظيم الدولة الإسلامية على مدينة تدمر بحلول 21 مايو / أيار.2015  وفي مطلع يوليو / تموز أصدرت فيديو تظهر 25 عضوا من التنظيم في سن المراهقة يصطفون 25 مع سجينا من الذكور البالغين يرتدون ملابس عسكرية أمام المسرح وبعد ذلك تم إعدامهم رميا بالرصاص وفقا للمرصد السوري لحقوق الإنسان أن الإعدام نفذت في 27 مايو / أيار وقال مأمون عبدالكريم مدير الهيئة الحكومية السورية للآثار والمتاحف: «إن استخدام المسرح الروماني في إعدام الأشخاص يثبت أن هؤلاء الناس ضد الإنسانية.» 
تمت استعادة مدينة تدمر من قبل الجيش السوري بدعم جوي روسي في مارس / آذار 2016، وأظهرت لقطات من الطائرات بدون طيار أن المسرح ظل سليما إلى حد كبير.
في 5 مايو / أيار 2016، بمناسبة الذكرى المئوية لذكرى شهداء سوريا، استضاف المسرح حفلتين للموسيقى الكلاسيكية في ذكرى ضحايا الحرب الأهلية، بمن فيهم أولئك الذين أعدموا في الموقع، والاحتفال أيضا بمناسبة تحرير المسرح،  وهي أول حفلة موسيقية أوروبية وروسية استمرت 20 دقيقة، وتحدث الرئيس الروسي فلاديمير بوتين عن الحفل، مشيدا
بالمشاركين، وكتب الايكونوميست ان بوتين «بذل كل ما بوسعه للتأكيد على رسالة الحفل بأن روسيا تقود الكفاح من اجل الحضارة الغربية.»
أما الحفل الثاني، أثناء المساء، كان من قبل أوركسترا وبمشاركة سورية. وشمل الحضور الجيشين السوري والروسي، فضلا عن مسؤولي اليونسكو والقادة الدينيين والصحفيين والسكان.
سيطرت داعش مجددا في ديسمبر 2016 وذلك بفترة بفترة وجيزة، وقد دمروا تماما واجهة المسرح وفقا لمأمون عبد الكريم، مدير وكالة الحكومة السورية للآثار والمتاحف، وذكرت السلطات السورية أن صور الأقمار الصناعية تظهر علامات التدمير المتعمد، كما قال ميخائيل بيوتروفسكي، عالم اللغة العربية ومدير متاحف الأرميتاج بانه «عمل انتقامي».